# Ацетамид
Ацетамидът (IUPAC: етанамид) е органично съединение с химична формула CH3CONH2. той е най-простият амид производно на оцетната киселина. Формира безцветни хигроскопични кристали. В промишлеността намира приложение като пластификатор и разтворител. В практиката по-често се използва N,N-диметилацетамид (DMA), но той не се получава от ацетамид.

## Получаване и употреба
В лабораторни условия ацетамид може да бъде получен при дехидратацията на амониев ацетат:
CH3COONH4 → CH3C(O)NH2 + H2O
В промишлеността обикновено се добива при хидролизата на ацетонитрил, като копродукт се получава акрилонитрил:
CH3CN + H2O → CH3C(O)NH2

## Разпространение
Ацетамид е открит в близост до центъра на галактиката Млечен път. Това откритие е потенциално значимо, защото ацетамидът има амидна връзка, подобна на съществуващата между аминокиселините в протеините. Това откритие подкрепя теорията, че органичните молекули, които могат да доведат поява на живот (какъвто ние го познаваме на Земята), могат да се образуват в космоса.
В допълнение, ацетамидът се установява, рядко при изгарянето на въглища, като минерал със същото име.